# NGC 3722
NGC 3722 (również PGC 35746) – galaktyka eliptyczna (E), znajdująca się w gwiazdozbiorze Pucharu. Odkrył ją w 1880 roku Andrew Common. Należy do galaktyk Seyferta typu 2.
Identyfikacja obiektu NGC 3722 nie jest pewna ze względu na niedokładność podanej przez odkrywcę pozycji. W bazie SIMBAD galaktykę tę skatalogowano pod numerem NGC 3724, natomiast jako NGC 3722 skatalogowano sąsiednią galaktykę MCG-01-30-007, przez inne źródła identyfikowaną jako NGC 3724.